# Reason to Be
«Reason to Be» (en español: «Razón de ser») es una canción de la banda estadounidense de rock progresivo Kansas.  Fue escrita por el guitarrista y teclista Kerry Livgren.  Se encuentra originalmente en el álbum de estudio Monolith lanzado en 1979 por la discográfica Kirshner Records.  Este tema fue publicado como el segundo y último sencillo de Monolith en el mismo año por la misma discográfica.
Esta melodía logró entrar en la lista del Billboard Hot 100 en el año de 1979, alcanzando el puesto 52.º.  A diferencia de su antecesor, en Canadá no obtuvo ningún reconocimiento.

## Versiones
Existen dos versiones del sencillo «Reason to Be»: el primero enlista en el lado B la canción «How My Soul Cries for You» («Como mi alma clama por ti» en español), escrita por el cantante y teclista Steve Walsh. En tanto, la otra versión es de promoción, y por ende, contiene «Reason to Be» en ambas caras del vinilo.

## Lista de canciones

### Versión original

#### Lado A
| Side one |                |               |               |          |  |
| N.º      | Título         | Escritor(es)  | Voz principal | Duración |  |
| 1.       | «Reason to Be» | Kerry Livgren | Steve Walsh   | 3:50     |  |

#### Lado B
| Side one |                             |              |               |          |  |
| N.º      | Título                      | Escritor(es) | Voz principal | Duración |  |
| 2.       | «How My Soul Cries for You» | Steve Walsh  | Steve Walsh   | 5:18     |  |

### Edición promocional

#### Lado A
| Side one |                |               |               |          |  |
| N.º      | Título         | Escritor(es)  | Voz principal | Duración |  |
| 1.       | «Reason to Be» | Kerry Livgren | Steve Walsh   | 3:50     |  |

#### Lado B
| Side one |                |               |               |          |  |
| N.º      | Título         | Escritor(es)  | Voz principal | Duración |  |
| 2.       | «Reason to Be» | Kerry Livgren | Steve Walsh   | 3:50     |  |

## Créditos
- Steve Walsh — voz principal y teclados
- Kerry Livgren — guitarra y teclados
- Robby Steinhardt — violín y coros
- Rich Williams — guitarra
- Dave Hope — bajo
- Phil Ehart — batería y percusiones

## Listas
| Año  | País           | Lista             | Posición máxima |
| ---- | -------------- | ----------------- | --------------- |
| 1979 | Estados Unidos | Billboard Hot 100 | 52.º            |